# Bódi Attila
Bódi Attila (Szatmárnémeti, 1970. március 5. –) magyar író.

## Életpálya
1990-ben Románia legfiatalabb vállalkozójaként alapította meg reklám- és nyomdaipari vállalkozását.
Tevékeny részt vállalt az erdélyi magyar kulturális élet szervezésében: ő a Partiumi Magyar Napok ötletgazdája, a magyar színjátszást támogató Mecénástársaság alapítója, a Gyermekközpontú Oktatásért Mozgalom létrehozója. Mindezek mellett társproducere volt a Koltai Róbert rendezte Világszám! című filmnek.
2006-ban feleségével és két gyermekével (Ábel és Cynthia) Magyarországra települt. 
A Lázadni veletek akartam (2017) az első regénye. 
2020-ban megjelent második regénye, a Pax.
A Lázadni veletek akartam című regényből 2021-ben készült színpadi adaptáció, a Yorick Stúdió és a Marosvásárhelyi Nemzeti Színház Tompa Miklós Társulat koprodukciójában.
2024-ben bemutatásra került az Ikrek című dráma. Az Ikrek első verziója 2024-2025-ben felolvasószínház formájában, kétszereplős adaptációban nagy sikerrel került bemutatásra az Óbudai Társaskörben, Gáspár Sándor és Gáspár Tibor előadásában. Rendező: Árkosi Árpád.
Díjak:
2022-ben a Lázadni veletek akartam regény színpadi adaptációja megkapta a Kortárs Magyar Dráma-díjat.
2022-ben Városmajori Színházi Szemle közönségdíj
2022-ben Városmajori Színházi Szemle Fidelio különdíj
2024-ben László Csaba a Lázadni veletek akartam című előadásban játszott szerepéjért, megkapta a legjobb színész díját -MASZK Országos Színészegyesület (Országos Színházi Találkozó)

## Művei
- Lázadni veletek akartam (2017)
- Pax (2020)
- Ikrek (2024)